# Leszkiemie
Leszkiemie – wieś w Polsce położona w województwie podlaskim, w powiecie suwalskim, w gminie Wiżajny.
W latach 1975–1998 miejscowość administracyjnie należała do województwa suwalskiego.
W okresie międzywojennym stacjonowała tu placówka Straży Celnej „Leszkiemie”.